# Rudarstvo in energetika Slovenije

## jlhnkRudarstvo

### Nekovinske surovine
Rudarstvo nekovinskih surovin ima na Slovenskem boljšo prihodnost kot rudarstvo kovinskih surovin, saj se na našem ozemlju nahaja veliko kremenovega peska, gline, apnenca, dolomita, proda in peska. Taka vrsta rudarstva je razširjena po vsej Sloveniji, saj lahko povsod v Sloveniji najdemo kamnolome. Med to pa sodi tudi izraba termalnih in mineralnih vrelcev ter pridobivanje morske soli.

### Energijske surovine
Tudi pridobivanje energijskih surovin v Sloveniji zamira. Črnega premoga ni, rudnikov rjavega premoga pa je kar nekaj, vendar jih je večina zaprtih ali pa so v fazi zapiranja. Najpomebnejše območje v Sloveniji za izkopavanje premoga je zasavski premogovni bazen. Najpomembnejše nahajališče lignita pa je v Velenjski kotlini
V Sloveniji črpamo nafto in zemeljski plin samo na enem črpališču in ta je v bližini Lendave.

### Pomembnejši rudniki in kopi  vSloveniji
- Idrija-živo srebro (zaprt)
- Žirovski vrh-uran (zaprt)
- Kanižarica-rjavi premog (zaprt)
- Zagorje-rjavi premog (zaprt)
- Trbovlje-rjavi premog (zaprt)
- Hrastnik-rjavi premog (zaprt)
- Laško-rjavi premog (zaprt)
- Senovo-rjavi premog (zaprt)
- Velenje-lignit (odprt)
- Mežica-svinec in cink (zaprt)
- Lendava-nafta in zemeljski plin (odprt)

## Energetika
Včasih so imela trda goriva v Sloveniji večji pomen, vendar se je njen pomen z leti znižal, porasel pa se je vpliv tekočih goriv. Povečuje se tudi odvisnost Slovenije od tujih virov, ki so v letu 2008 pokrivali 55 % porabe. Obnovljivi viri energije predstavljajo približno četrtino proizvodnje električne energije, od tega več kot 90% prispevajo hidroelektrarne.

### Elektroenergetska odvisnost Slovenije
Neto uvoz ali izvoz električne energije je odvisen od mnogih dejavnikov npr. remont jedrske elektrarne Krško, hidrologije rek in splošna poraba. Glede na letna poročila Elekto Slovenije (ELES) je Slovenija je v povprečju od leta 2006 do 2009 uvozila 13 % električne energije, upoštevajoč vseh čezmejnih pretokov in polovični delež NEK-a.
|                                                  | 2006      | 2007      | 2008      | 2009      |
| ------------------------------------------------ | --------- | --------- | --------- | --------- |
| Neto uvoz (upoštevan NEK 100 %) [GWh]            | 229,2     | 422,3     | -1629,3   | -3085,1   |
| Neto uvoz (upoštevan NEK 50 %) [GWh]             | 2869,7    | 3133,3    | 1355,6    | -358,7    |
| Poraba el. energije [GWh]                        | 13.140,07 | 13.317,22 | 12.604,40 | 11.197,10 |
| Elektroenergetska odvosnost (upoštevan NEK 50 %) | 21,8 %    | 23,5 %    | 10,8 %    | -3,2 %    |

V zgornji tabeli je prikazana primerjava, ko je upoštevan NEK v celoti ali samo slovenski del, saj je polovica jedrske elektrarne Krško v lasti Hrvaške – HEP (Hrvatska elektro-privreda). Upad elektroenergetske odvisnosti je zaznati v letu 2008, ko je bila poraba električne energije za 4 % manjša v primerjavi z letom 2007. V letu 2009 je bila glede na leto 2008 poraba za 12 % manjša, kar je bil vzrok, da je bila država neto izvoznik električne energije. V letu 2010 je bila glede na leto 2009 poraba električne energije za 6 % večja, kar kaže na to, da bo Slovenija v prihodnjih letih ponovno neto uvoznik el. energije. Tudi v prvih štirih mesecih leta 2011 je bila poraba električne energije za 4 % večja v primerjavi z enakim obdobjem v letu 2010.

### Energetska odvisnost Slovenije
V letu 2008 je bila energetska odvisnost Slovenije oz. odvisnost od primarne energije 55 %. Torej je Slovenija uvozila nekaj več kot polovico vse porabljene energije. Energetska odvisnost Slovenije se je v letu 2009 zmanjšala na 49 %, kar je za 6 odstotnih točk manj kot v letu 2008.